# Fiona Swarovski
Fiona Winter Swarovski (Basilea, 21 gennaio 1965) è una stilista e designer svizzera, da parte materna membro della famiglia Swarovski, una famiglia tirolese di origine ceca.
Il suo nome ufficiale è Fiona Pacifico Griffini-Grasser .

## Biografia
Erede e discendente di Daniel Swarovski, Fiona ha studiato a Losanna, Londra e Lugano, dove si è laureata in storia dell'arte. Dopo la laurea ha seguito un corso alla casa d'aste Sotheby's e si è trasferita a New York per frequentare la Parsons School of Design.
Al suo ritorno in Europa si è stabilita in Italia, dove si è occupata di decorazione d'interni, ha disegnato gioielli e nel 2004 ha fondato una casa d'abbigliamento, la Fiona Winter Studio.
Nel 2005 si è sposata con l’allora ministro delle finanze austriaco Karl-Heinz Grasser.
Aveva già avuto due precedenti matrimoni, ed è madre di quattro figli.
Ha avuto alcune apparizioni in serie televisive nel ruolo di sé stessa. 
Il 27 ottobre 2006 Fiona Swarovski e Grasser sono stati salvati da un tentato sequestro di persona a scopo di estorsione . L'anno dopo la coppia ha avuto una bambina, Tara Gertrude Grasser, nata il 3 settembre 2007.